# Zygodon squarrosus
Zygodon squarrosus är en bladmossart som beskrevs av C. Müller 1849. Zygodon squarrosus ingår i släktet ärgmossor, och familjen Orthotrichaceae. Inga underarter finns listade i Catalogue of Life.